# Cacia picticornis
Cacia picticornis là một loài bọ cánh cứng trong họ Cerambycidae.